# U nang vú
U nang vú là một túi chứa đầy dịch, trông giống như một bọng nước, phát triển ở giữa mô tuyến vú, với mặt ngoài nhẵn và có rãnh ở mặt trong. Điển hình gặp ở phụ nữ tầm 30, 40, đầu 50 tuổi và phổ biến nhất ở phụ nữ tiền mãn kinh. Chúng thường xuất hiện ngay trước thời kỳ mãn kinh và biến mất ở thời kỳ mãn kinh.

U nang thường không có hại hay nguy hiểm nhưng nó có thể gây khó chịu và đau.

### Nguyên nhân
Nguyên nhân gây ra u nang vú vẫn chưa biết rõ. Một số bằng chứng cho thấy estrogen thừa trong cơ thể có thể kích thích các mô vú và do đó nó đóng vai trò nhất định trong việc phát triển u nang vú.

Những phụ nữ sử dụng liệu pháp hormone thay thế thường dễ bị u nang.

### Triệu chứng
• Một khối u, cục tròn hoặc bầu dục, mịn, dễ dàng di chuyển.

• Thường thấy ở một vú, nhưng có thể ảnh hưởng đến cả hai vú cùng một lúc.

• Đau ngực hoặc đau ở khu vực có các khối u vú.

• Tăng kích thước khối u vú và đau vú ngay trước kì kinh nguyệt

• Giảm kích thước khối u vú và giảm các dấu hiệu và triệu chứng khác sau kì kinh nguyệt.

• Có một hoặc nhiều u nang vú không làm tăng nguy cơ ung thư vú. Nhưng sự có mặt của u nang vú có thể cản trở khả năng phát hiện các khối u vú mới hoặc thay đổi bất thường khác.

### Chẩn đoán

##### • Khám vú
Kiểm tra thể chất các khối u vú và kiểm tra các vùng có vấn đề khác ở vú. Tuy nhiên khám vú vẫn không thể kết luận khối u đó là một u nang, do vậy,cần làm một thử nghiệm khác, hoặc là một bài kiểm tra hình ảnh hoặc chọc hút bằng kim nhỏ.

##### • Nhũ ảnh
Là hình ảnh tia X của vú. Chụp nhũ ảnh có thể chỉ ra tổn thương rất nhỏ khoảng 0.5 cm. Nên chụp nhũ ảnh khi thấy 1 khối u hoặc những khó chịu khác ở vú.

##### • Siêu âm
Kỹ thuật này hầu hết được dùng để quan sát vùng đặc biệt, nếu chúng ta biết có khối u ở vú, thì có thể dùng siêu âm để có thêm thông tin về khối u. Siêu âm giúp xác định u chứa đầy dịch(u nang) hay u rắn(u tuyến xơ, giả u vú, ung thư vú).

##### • Sinh thiết
Có 4 phương pháp sau

– Sinh thiết hút kim nhỏ: sử dụng 1kim rất nhỏ để lấy chất dịch hoặc tế bào trực tiếp từ khối u để đánh giá.

– Sinh thiết kim lõi: sử dụng 1 ống kim lớn hơn, có thể lấy một xi lanh mô từ khối u để phân tích.

– Rạch sinh thiết: lấy đi một phần của khối u để đánh giá.

– Sinh thiết cắt bỏ: phẫu thuật cắt bỏ toàn bộ khối u để đánh giá

### Điều trị
Thông thường, các u nang không cần điều trị hay theo dõi. Nhiều nang tự biến mất và không phải lo lắng. Nếu u nang gây khó chịu nhiều thì mới tiến hành điều trị.

##### • Sinh thiết và thoát dịch
Đầu tiên, bác sĩ xác định vị trí u nang và giữ nó ổn định. Tiếp đến, chèn một kim nhỏ vào khối u vú và rút dịch u nang. Thông thường, sinh thiết kim được thực hiện bằng cách sử dụng siêu âm để hướng dẫn vị trí chính xác của kim.

##### • Sử dụng hormone
Sử dụng thuốc tránh thai để điều chỉnh chu kỳ kinh nguyệt có thể giúp làm giảm sự tái phát của u nang vú. Ngừng liệu pháp hormone thay thế trong những năm sau mãn kinh sẽ làm giảm sự hình thành các khố u nang.

Hiện nay, có rất nhiều các vị thuốc thiên nhiên có tác dụng điều hòa kinh nguyệt, tác dụng kiểu estrogen như đương quy, hương phụ, xuyên khung (Nhũ ngọc)...

##### • Phẫu thuật
Phẫu thuật cắt bỏ u nang vú là cần thiết đối với một số trường hợp bất thường.